# April in Paris
April in Paris ist ein Song des Great American Songbook, den Vernon Duke 1932 zu einem Text E. Y. Harburgs für das Musical Walk a Little Faster schrieb. Spätestens seit der Song 1955 von Count Basie gespielt wurde, entwickelt er sich zum Jazzstandard.

## Entstehungsgeschichte
Walk a Little Faster war das erste Musical, zu dem Duke alle Songs schrieb. Das Lied war aber nicht Bestandteil der zunächst entstandenen Songs für das Musical. Während der Inszenierung wurde der Wunsch laut, noch einen Liebessong einzufügen. Die Idee zu diesem weiteren Song, April in Paris, entstand während eines Essens von Vernon Duke mit seinen Freunden in einem New Yorker Restaurant, als ein Gast, angeblich Dorothy Parker, den Wunsch äußerte, im April nach Paris zu fahren und dabei Robert Browning paraphrasierte: „Oh, to be in Paris now that April’s here!“ Duke soll sofort einen Stock höher zu einem alten Klavier gelaufen sein und die Melodie ausgearbeitet haben.

## Kennzeichen des Songs
Der fast durchgängig in Dur gehaltene Song baut auf einer 32-taktigen Liedform mit dem Schema A-A'-B-A" auf. Aufbauend auf den Worten ‚April in Paris‘ entstand das Grundmotiv: „Drei kurze höhere und ein kurzer tieferer Ton leiten zu einem langen dazwischen liegenden Ton.“ Das Grundmotiv wird in den A-Teilen in verschiedenen Tonhöhen vorgestellt. „Das bewegendere Motiv des B-Teil korrespondiert in vierfacher Abwandlung jeweils mit den Worten ‚I never‘ der anaphorisch gestalteten Verse.“ Alec Wilder zufolge handelt es sich um „einen perfekten Theatersong.“

## Wirkungsgeschichte
April in Paris wurde während der Bostoner Voraufführung in Walk a Little Faster mit gutem Erfolg von Evelyn Hoey gesungen. Am Broadway fiel der Song aber bei der Kritik durch – möglicherweise, weil Hoey eine Kehlkopfentzündung hatte und daher stimmlich nicht auf der Höhe war. Doch die Bluessängerin Marian Chase erkannte das Potenzial des Songs und nahm ihn in ihr Repertoire auf, so dass andere Musiker wie Eddie Duchin, Paul Weston, Hildegarde, sowie die Opernsängerinnen Lilly Pons und Dorothy Kirsten darauf aufmerksam wurden und den Song gleichfalls interpretierten. Zwei Aufnahmen von April in Paris kamen 1933/34 in die amerikanischen Charts, wo sie aber nur wenige Wochen blieben:
- Freddy Martin and His Orchestra (1933–34, mit Sänger Elmer Feldkamp, #5)
- Henry King and His Orchestra (1933–34, mit Sänger Joe Sudy, #14).

Ende der 1940er Jahre waren die Bebopper auf die „interessanten Changes“ des Songs aufmerksam geworden: Coleman Hawkins, Thelonious Monk und Charlie Parker entwickelten sich zu „Anwälten des Songs“, den sie immer wieder spielten; so setzte Parker durch, dass April in Paris auch auf seinem Album With Strings 1949 gespielt wurde.
1952 sang Doris Day den Song in dem gleichnamigen Film mit Ray Bolger. Der Film floppte, aber es folgten nun weitere Interpretationen, fast zeitgleich durch das Sauter-Finegan Orchestra. 1955 spielte das Count Basie Orchestra den Song in einem Arrangement von Wild Bill Davis ein; damit gelangte Basie in die Hitparade und nutzte den Song, mit dem er auch in die Grammy Hall of Fame kam, fortan als Erkennungsmelodie. Das gleiche Arrangement wurde auch von Duke Ellington verwendet.
Unter den zahlreichen Vokalversionen, die Mitte der 1950er Jahre entstanden (Billie Holiday, Ella Fitzgerald mit Louis Armstrong, Gloria Lynne), besticht vor allem in der Interpretation von Sarah Vaughan. Bis heute entstanden zahlreiche weitere Versionen, etwa von Bill Evans, Erroll Garner, Nina Simone, Stéphane Grappelli, Dinah Shore, Kurt Elling oder Alex Chilton.